# Blasiistraße 21 (Quedlinburg)

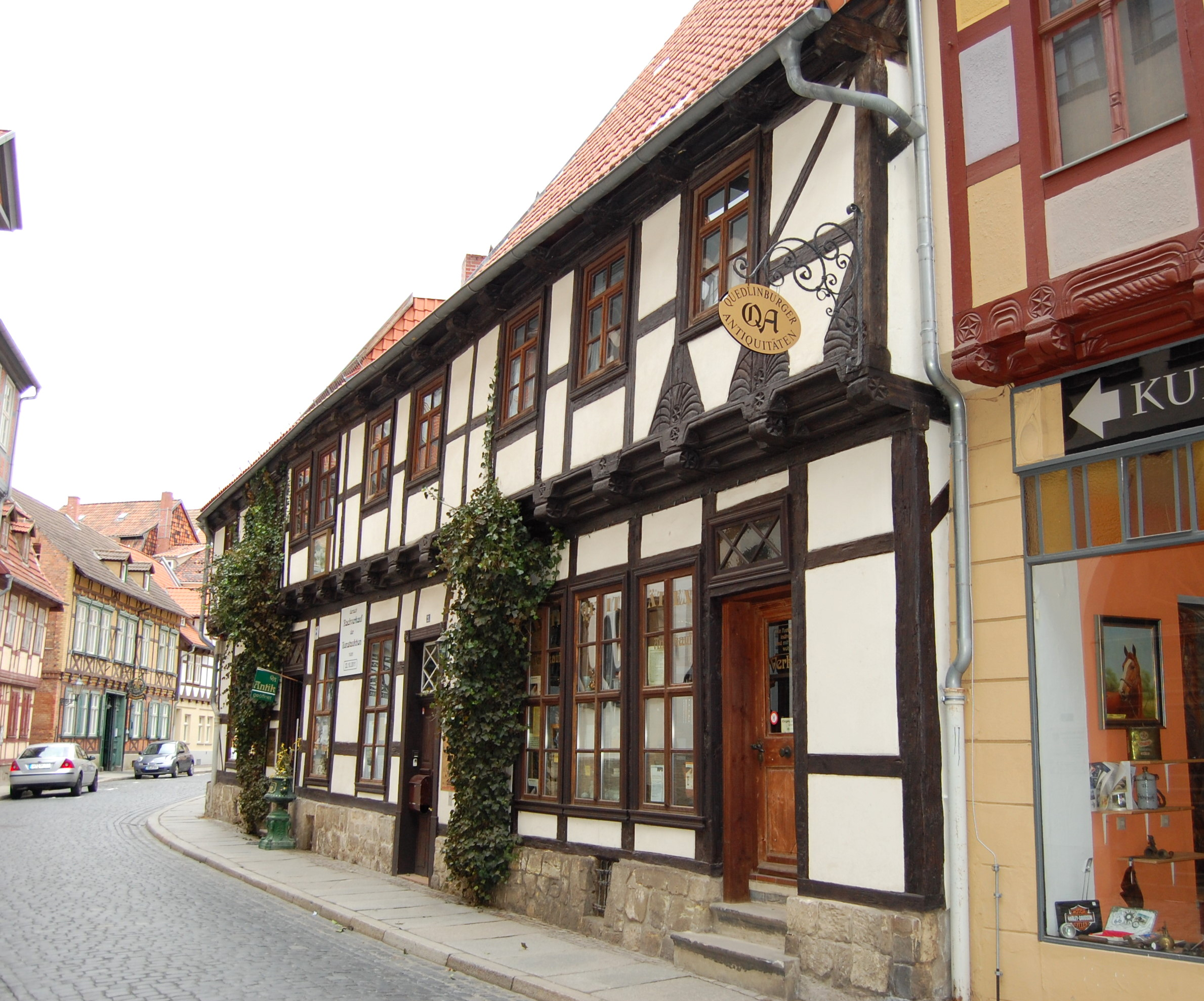
Haus Blasiistraße 21

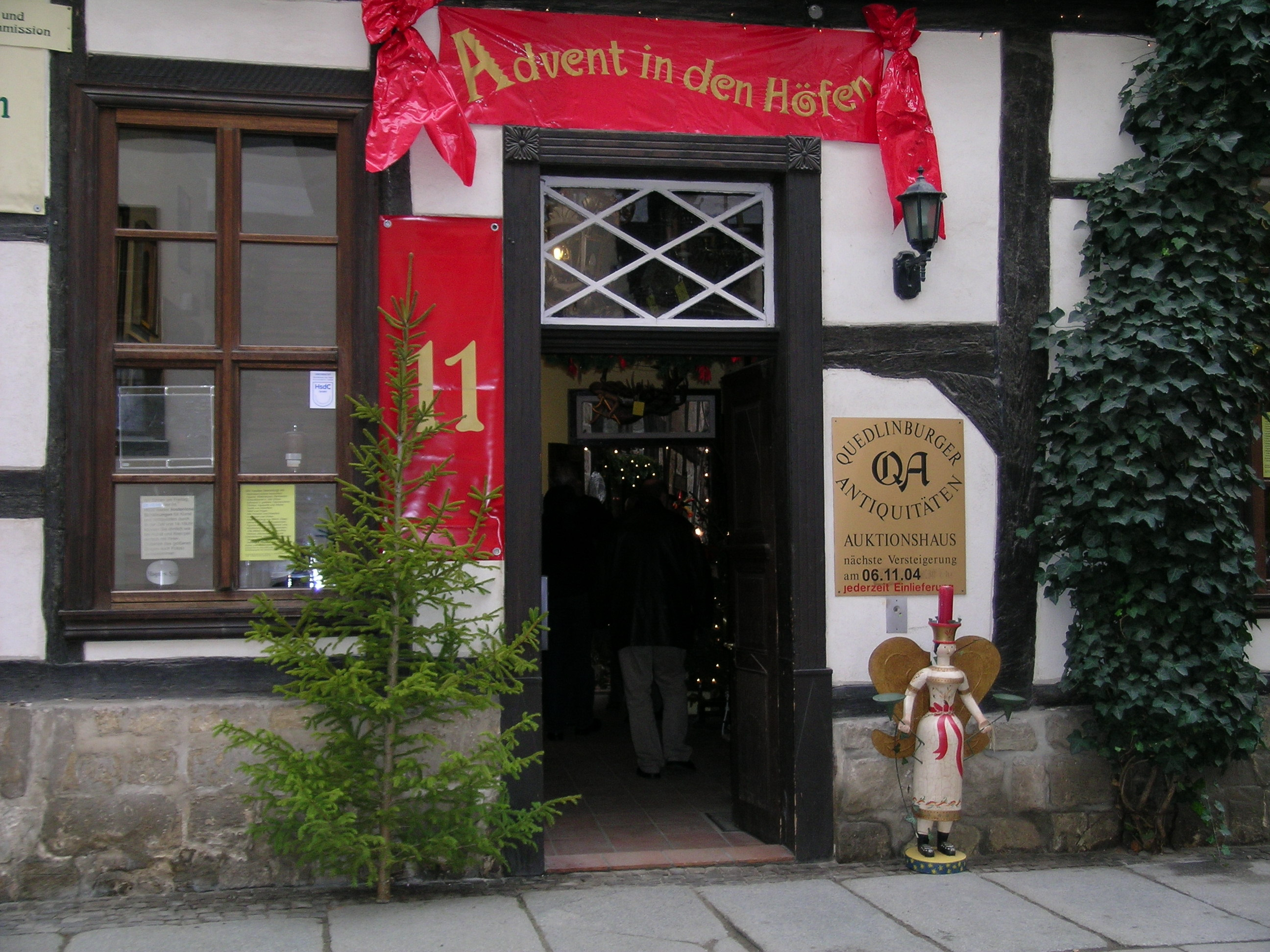
Klassizistische Haustür

Das Haus Blasiistraße 21 ist ein denkmalgeschütztes Gebäude in der Stadt Quedlinburg in Sachsen-Anhalt. Es dient heute als Sitz des Auktionshauses Breitschuh.

## Lage
Das Haus befindet sich südwestlich des Marktplatzes der Stadt in der Quedlinburger Altstadt und gehört zum UNESCO-Weltkulturerbe. Östlich des Gebäudes steht das gleichfalls denkmalgeschützte Haus Blasiistraße 20. Im Quedlinburger Denkmalverzeichnis ist das Gebäude als Wohnhaus eingetragen.

## Architektur und Geschichte
Das historische Fachwerkhaus zieht sich in mehreren Teilen entlang der Nordseite der Blasiistraße. Ältester Gebäudeteil ist der östliche Flügel, der bereits aus der Zeit um 1570 stammt. Andere Angaben nehmen bereits die Zeit um 1550 an. Dort finden sich an der Fassade auch einige Reste der ursprünglich üppigeren Schnitzereien, so Fächerrosetten und Kerbschnitt. Der westliche Teil ist etwas jüngeren Datums und entstand nach einer Bauinschrift im Jahr 1697. An den Stockschwellen der Fachwerkfassade befinden sich flache Schiffskehlen. Die Eckgefache weisen Fußbänder auf. Auf dem Hof des Anwesens befindet sich ein dreistöckiges Fachwerkhaus aus dem 17. Jahrhundert.
Im zweiten Viertel des 19. Jahrhunderts erfolgte ein Umbau, auf den drei bemerkenswerte, im Stil des Klassizismus gestaltete Türen zurückgehen.
Das dann stark sanierungsbedürftige und baufällige Haus wurde ab 1990 umfangreich restauriert und zum Auktionshaus umgenutzt. Es entstanden 850 m² Ausstellungsfläche, die sich in allen Etagen, vom Gewölbekeller bis zum Boden verteilt. Im Keller ist eine Waffensammlung untergebracht. Die Auktionen finden seit 1991 in der Tenne des Hauses statt, die früher als Unterstell- und Reparaturmöglichkeit für Kutschen diente. Seit 1992 werden Kunstauktionen durchgeführt.